# Art du fax

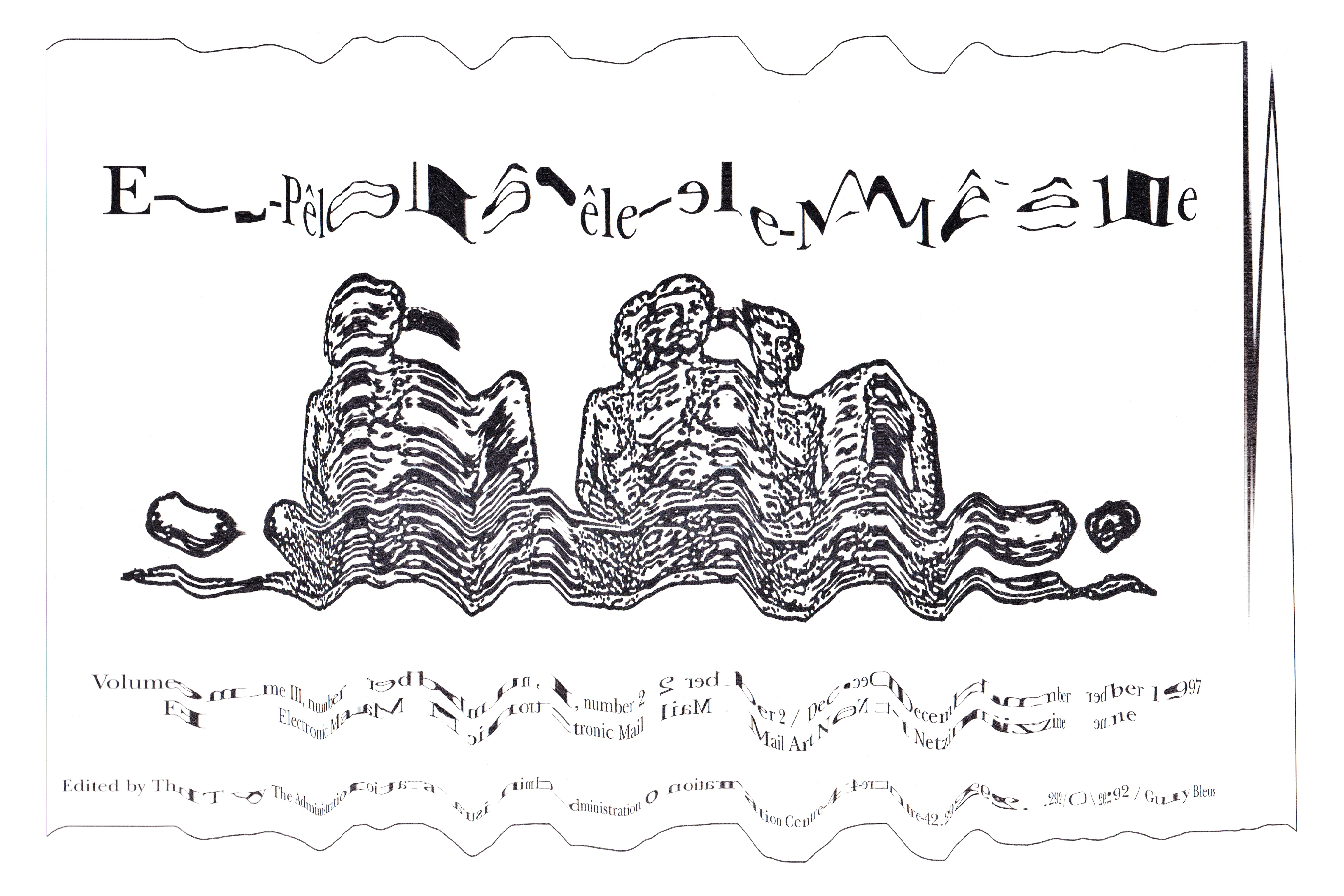
"E-Pêle-Mêle" ("Fax Art"), une œuvre de fax art réalisée en 1997 par l'artiste belge Guy Bleus

Le fax art est une forme d’art conçue spécifiquement pour être envoyée ou transmise via une télécopieuse, où l’« œuvre » réside dans le fax reçu lui-même. Cette pratique, également désignée sous les termes d’art des télécommunications ou d’art télématique, interroge la matérialité et la reproductibilité de l’œuvre d’art à l’ère des technologies de communication. Comme le soulignent les historiennes de l’art Annmarie Chandler et Norie Neumark, « le fax art constituait un autre moyen de médiation des distances », illustrant ainsi l’émergence d’un art dématérialisé et instantané, repoussant les limites traditionnelles de la diffusion artistique.
Le fax art connaît ses premières transmissions en 1980, bien que celles-ci ne soient documentées qu’à partir de 1985. Le 12 janvier 1985, l’artiste conceptuel Ueli Fuchser lance le projet « Global-Art-Fusion », une performance de fax art réunissant trois figures majeures de l’art contemporain : Joseph Beuys, Andy Warhol et l’artiste japonais Kaii Higashiyama. Cette œuvre collaborative prend la forme d’un fax, contenant des dessins des trois artistes, transmis en 32 minutes à travers le monde, suivant un parcours symbolique allant de Düsseldorf (Allemagne) à New York (États-Unis) puis à Tokyo (Japon), avant d’être réceptionné au musée d’Art Moderne du Palais Liechtenstein à Vienne (Autriche).
Cette œuvre s’inscrit dans le contexte politique tendu des années 1980 et se veut un message de paix en pleine Guerre froide, utilisant le médium du fax comme un vecteur de communication immédiate et universelle. Sur le plan théorique, la première mention académique du fax art dans l’histoire de l’art apparaît en 1990, sous la plume de la chercheuse Karen O’Rourke.